# Amomum cinnamomeum
Amomum cinnamomeum là một loài thực vật có hoa trong họ Gừng. Loài này được Jana Leong-Škorničková, Lưu Hồng Trường và Trần Hữu Đăng mô tả khoa học đầu tiên năm 2019.

## Phân bố
Loài này tìm thấy ở cao độ 300 m (984 ft) trong Vườn quốc gia Núi Chúa, trên địa bàn các tỉnh Ninh Thuận và Khánh Hòa ở Việt Nam.

## Mô tả
Cây thân thảo, cao đến 50 cm, 2–4 lá, phiến lá thuôn dài, cỡ (12-)15-25 × 3-5,5(-7) cm, thân lá tươi vò nát có mùi quế, vì thế mà có tính từ định danh cinnamomeum. Cuống cụm hoa dài đến 2,5 cm, hoa dài đến 8,5 cm; cánh giữa môi dưới hình trứng ngược rộng, 2,8 × 3 cm, màu trắng, gân giữa màu vàng ở nửa trên, 2 bên gân có đường viền đỏ; trung đới kéo dài thành mào, thẳng, dài 7–8 mm, hình chữ nhật.